# Мухаммад-шах Шаркі
Мухаммад-шах (*д/н — 1458) — 5-й володар Джаунпуру в 1458 році.

## Життєпис
Син Махмуд-шаха. При народженні звався Бгікан Хан. Про діяльність обмаль відомостей. 1458 року після смерті батька успадкував трон, прийняв ім'я Мухаммад-шах. Невдовзі замирився з делійським султанатом Бахлул Ханом Лоді, передавши тому місто Шамсабад. Також замирився з кланом Уджайнія, визнавши його владу над Бходжпуром.
Такі дії молодого султану зрештою викликали невдоволення знаті, яка влаштувала заколот в Каннауджі, внаслідок чого Мухаммад-шаха було вбито, а трон перейшов до його брата Хусейн-шах.